# 情歌最爱夜雾时
《情歌最爱夜雾时》是邓丽君生前未发表的日语歌曲，由荒木丰久作词，三木刚作曲；收录于2025年6月25日发行的专辑《三木刚歌曲集》中，编号为“M18”。

## 发现
2023年11月，日本环球音乐员工在东京仓库内整理资料时，意外发现了一首之前从未公开的邓丽君歌曲，其完整音源保存在一卷多轨录音带中；该歌曲并无标注歌名，只标注了词曲作者的名字，据推测录制于1984年。经由荒木丰久重读歌词后，将其取名为《情歌最爱夜雾时》。
2025年6月25日，于发行的专辑《三木刚歌曲集》中收录，正值邓丽君逝世30周年。